# André Ampère
André Marie Ampère (ur. 20 stycznia 1775 w Lyonie, zm. 10 czerwca 1836 w Marsylii) – francuski matematyk i fizyk, badacz zjawiska elektromagnetyzmu; tercjarz franciszkański.
Od jego nazwiska jednostkę natężenia prądu elektrycznego w układzie SI nazwano amper.

## Życiorys

### Dzieciństwo i młodość
Urodził się 20 stycznia 1775 w zamożnej rodzinie w Lyonie. Dzieciństwo spędził na wsi w Poleymieux-au-Mont-d’Or, 10 km od Lyonu. W jego rodzinnym domu znajduje się obecnie muzeum. Swoją pierwszą rozprawę naukową, poświęconą krzywym stożkowym, napisał w wieku trzynastu lat.
W młodości udzielał korepetycji z matematyki i fizyki, był także nauczycielem w l’École Centrale w Bourg-en-Bresse, a następnie w liceum w Lyonie (obecnie Lycée Ampère).
Podczas rewolucji francuskiej jego ojciec przebywał w Lyonie, który w tym okresie był w opozycji do wydarzeń w Paryżu. Gdy rewolucjoniści – po dwumiesięcznym oblężeniu – zdobyli miasto, ojciec Ampère’a został skazany na śmierć i zgilotynowany. Był to taki szok dla uczonego, że przez kolejnych 18 miesięcy nie mógł się zajmować w ogóle nauką.
W 1796 poznał Julię Carron, z którą ożenił się w 1799. Z tego związku urodził się jego jedyny syn, Jean-Jacques Ampère, późniejszy francuski filolog i historyk literatury. Żona zmarła pięć lat po ślubie, co bardzo pogłębiło religijność Ampère’a, który często czytał Biblię i pisma Ojców Kościoła.
Następnie prowadził badania naukowe w dziedzinie matematyki. W ich wyniku napisał traktat zatytułowany Considérations sur la théorie mathématique du jeu (Rozważania o matematycznej teorii gier), który przedstawił w paryskim Instytucie Nauk w r. 1803.

### Kariera uniwersytecka
W 1804 roku wyjechał do Paryża. Nie miał żadnego formalnego wykształcenia, miał jednak doskonałą reputację zarówno jako nauczyciel matematyki, jak i matematyk-badacz. Został więc zatrudniony w École polytechnique, najpierw jako wykładowca matematyki (répétiteur – zazwyczaj osoba z tytułem co najmniej doktora, asystująca kierownikowi katedry), a od r. 1808 jako profesor. Stanowisko profesora dzielił z Cauchym. W roku 1808 został nominowany (przez Napoleona) inspektorem generalnym francuskich wyższych uczelni (inspecteur général de l’université française).
Profesorem École polytechnique był do roku 1826, kiedy to w uznaniu dla ogromnego, wartościowego dorobku naukowego otrzymał katedrę fizyki w prestiżowym Collège de France. Kierował nią aż do śmierci. Po 1826 roku wykładał również filozofię na Faculté des Lettres. Zmarł 10 czerwca 1836 w Marsylii na zapalenie płuc. Spoczął na Cmentarzu Montmartre w Paryżu.

## Badania naukowe

### Fizyka
Pracował m.in. nad optyką – opublikował pracę o refrakcji. Za największe dokonanie Ampère’a uważany jest jego wkład do rozwoju nauki o elektryczności i magnetyzmie.
W latach 20. XIX w. Ampère dowiedział się o doświadczeniach Ørsteda wykazujących związek prądu elektrycznego z magnetyzmem i podjął próbę opracowania teorii łączącej te zjawiska. Postawił hipotezę, że prąd płynący przez cewkę złożoną z nawiniętych na walcu zwojów miedzianego drutu powinien wykazywać takie same właściwości jak magnes stały. Zbudował taką cewkę i na drodze doświadczalnej potwierdził swoje przypuszczenie. Następnie zademonstrował odchylanie igły magnetycznej przez prostoliniowy przewodnik przewodzący prąd i oddziaływanie na siebie przewodników z prądem. Oddziaływanie przewodników z prądem ujął matematycznie w prawie nazwanym od jego nazwiska (prawo Ampère’a) jako oddziaływanie małych odcinków przewodów przewodzących prąd. Ich oddziaływanie było odwrotnie proporcjonalne do kwadratu odległości między nimi, co poprzez identyczną zależność w oddziaływaniu grawitacyjnym i ładunków elektrycznych ma wskazywać na harmonię praw fizycznych.
Sformułował teoretyczne podstawy elektrodynamiki. Sugerował, że zjawiska elektryczne i magnetyczne są wywołane przez „cząsteczki elektrodynamiczne”. Za życia Ampère’a zaproponowana przez niego teoria była przez wielu fizyków kwestionowana. Za prawdziwą i obowiązującą została uznana dopiero po jego śmierci. Ampère’a formuły stosowane są do dziś tak w nauce, jak i w technice.  
Zaproponował utrzymujący się do dziś podział nauki o elektryczności na dwa działy: elektrostatykę i elektrodynamikę. 

Najważniejsza praca Ampère’a o elektryczności i magnetyzmie, zwieńczająca jego dokonania w tej dziedzinie, została opublikowana w 1826 roku. Nosi ona tytuł Traktat o matematycznej teorii zjawisk elektrodynamicznych opartej wyłącznie na eksperymentach (Mémoire sur la théorie mathématique des phénomènes électrodynamiques uniquement déduite de l’expérience). Pisząc o niej, Maxwell porównał w 1879 Ampère’a z Newtonem. Samą pracę określił: 

jedno z najbłyskotliwszych osiągnięć nauki. Całość, teoria i eksperymenty wyglądają jak gdyby w pełni dojrzałe i kompletne wyskoczyły z głowy tego ‘Newtona elektryki’. Jest doskonała w formie i nieskazitelna w precyzji, a składa się z formuł, z których można wywieść wszystkie zjawiska elektrodynamiki i które muszą na zawsze pozostać jej kardynalnymi tezami.

### Inne dziedziny
Mimo że znany jest głównie jako fizyk, to był przede wszystkim matematykiem. W tej dyscyplinie prowadził wykłady i większość badań. Między innymi rozwijał teorię równań różniczkowych cząstkowych, opracowując ich klasyfikację.
Prowadził również badania w dziedzinie chemii – odkrył fluor i, niezależnie od Avogadra, sformułował prawo o identyczności liczby cząsteczek każdego gazu pod tym samym ciśnieniem i w tej samej objętości. Opracował klasyfikację pierwiastków.
Jest autorem wydanej pośmiertnie obszernej pracy Szkice z filozofii nauki, czyli przedstawienie analityczne ogólnej klasyfikacji wszelkiej wiedzy ludzkiej (Essai sur la philosophie des sciences, ou exposition analytique d’une classification naturelle de toutes les connaissances humaines). W książce tej jako pierwszy w czasach nowożytnych użył terminu cybernetyka – definiując ją jako sztukę rządzenia.

## Upamiętnienie

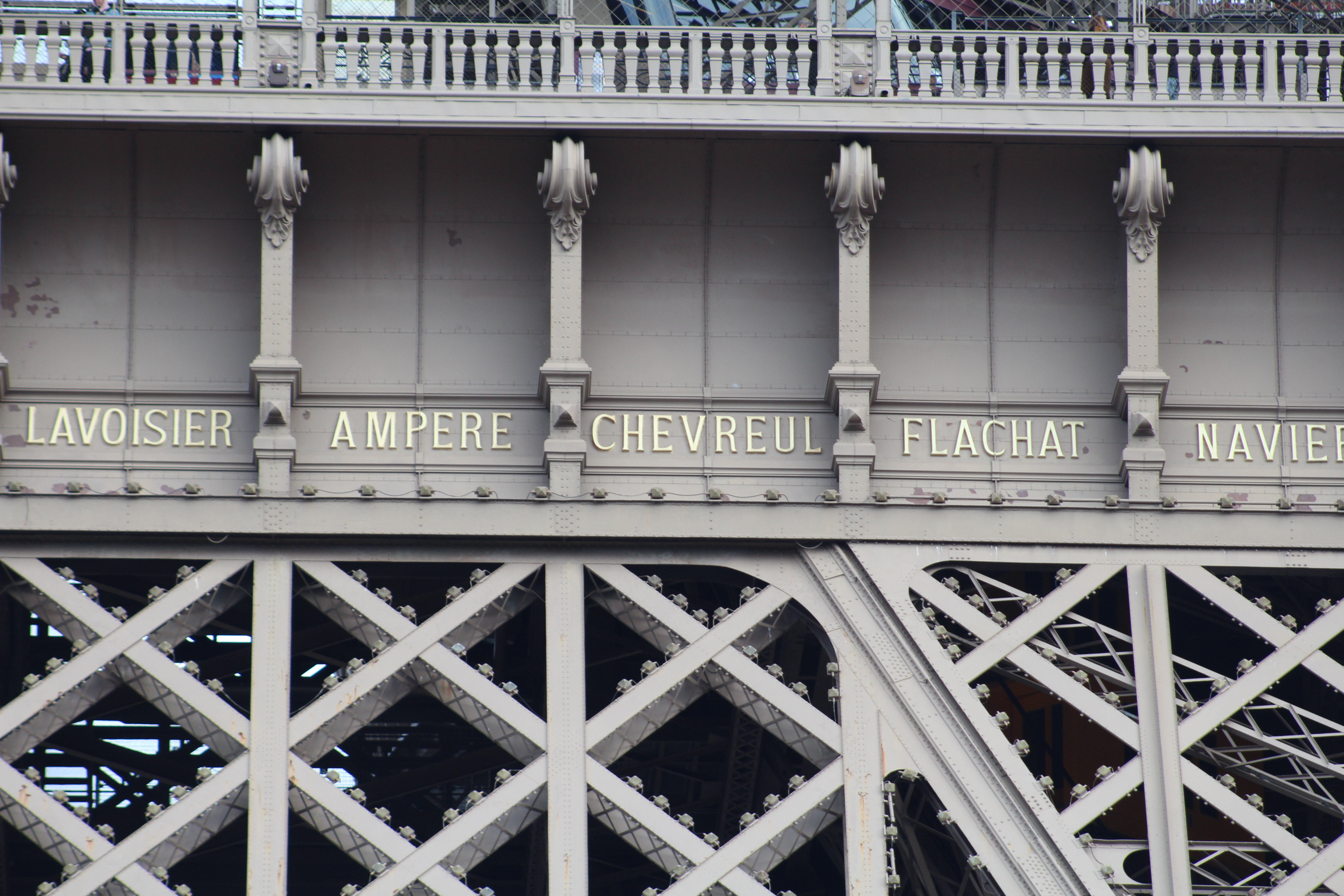
Nazwisko Ampère’a na Wieży Eiffla w Paryżu – drugie od lewej

Na Pierwszym Międzynarodowym Kongresie Elektryków zwołanym do Paryża w 1881 najważniejszą jednostkę elektryczną późniejszego układu SI – jednostkę natężenia prądu elektrycznego – nazwano nazwiskiem Ampère’a.
Zarząd Główny Stowarzyszenia Elektryków Polskich, 27 czerwca 1985 podjął uchwałę w sprawie ogłoszenia:
- roku 1986 Rokiem Ampère’a;
- dnia 10 czerwca – dnia śmierci uczonego – Dniem Elektryka na całym świecie.

W uchwale tej expressis verbis stwierdzono, że „wielka elektrotechnika zaczęła się od prac Ampère’a w latach 1820–1826”.
Jego nazwisko znajduje się na liście 72 nazwisk na wieży Eiffla.